# 1973 Голяма награда на Австрия
1973 Голяма награда на Австрия е 5-о за Голямата награда на Австрия и дванадесети кръг от сезон 1973 във Формула 1, провежда се на 19 август 1973 година на пистата Йостерайхринг близо до Шпийлберг, Австрия.

## Репортаж
След като Ферари пропусна предишните два кръга в опит да подобрят издръжливостта на болида, заради слабите резултати, италианския отбор се върна в колоната като подгрявка за състезанието в Монца. Артуро Мерцарио е единствения представител за Скудерията, след като Джаки Икс напусна отбора. Макларън и Съртис се концентрират върху основните си пилоти, докато Гейс ван Ленеп отново е нает да кара втората кола за Исо Марлборо. Инсайн и Хескет Марч също се завръщат, но Дейвид Пърли изпрати своя болид обратно на заводския отбор на Марч за завърналия се Жан-Пиер Жарие, но без наличието на спонсора STP, които напускат заради слабите резултати, както и кончината на Роджър Уилямсън в Зандворт.

### Квалификация
Около 50,000 зрители се събират на трасето под планините на Щирия, но местните фенове останаха разочаровани, заради отсъствието на Ники Лауда, който реши да пропусне състезанието. Австриецът претърпя тежък инцидент в Нюрбургринг преди две седмици, въпреки че е записан в стартовия списък преди началото на тренировките. Бързият характер на трасето Йостерайхринг пасва на колите на Лотус като Рони Петерсон постига седмата си пол-позиция, пред съотборника си Емерсон Фитипалди, който се възстанови напълно след инцидента по време на квалификацията за ГП на Холандия. На втора редица се нареждат Макларън-ите на Питър Ревсън и Дени Хълм, а Мерцарио записа пети резултат, което окуражи хората на Скудерията за нещо повече в състезанието в неделя. Италианецът изпревари двамата Карлос-и Ройтеман и Паче, докато Тирел-ите имат сериозни проблеми, най-вече заради характеристиката на трасето. След Джеки Стюарт и Франсоа Север се нареди Хескет-Марч-а на Джеймс Хънт на десета позиция. След Исо Марлбор-ите на Хоудън Гънли и ван Ленеп, трябваше да се нареди и Текно-то на Крис Еймън, но отборът се оттегли като отново проблемите са по болида, както и вътре в отбора.

### Състезание
За разлика от квалификацията, около 130 хиляди се събират в неделя при топло и слънчево време. Петерсон направи отличен старт, запазвайки лидерството си от също отличен старт на Хълм, който изпревари Фитипалди и Мерцарио, докато съединителя на втория Макларън-а пилотиран от Ревсън изгоря. Север в опита си да избегне американеца се удари в жълтия Марч на Майк Бютлър, който е ударен от Съртис-а на Майк Хейлууд, което е достатъчно да повреди масления охладител на Бютлър, отпадайки след няколко метра. Петерсон е застигнат от Хълм, след края на първата обиколка, пред Фитипалди, Мерцарио, Стюарт, Карлос Ройтеман, Карлос Паче, Север и Хънт.
На шотландеца му отне четири обиколки, за да мине пред Ферари-то на Мерцарио, докато първите трима имат комфортна преднина. Хънт загуби контакт с преследвачите си с проблем в двигателя Косуърт, следван от Север, който в опита си да изпревари Мерцарио си счупи предния ядец на окачването, което е невъзможно за поправяне. Труден уикенд имат и двата заводски Шадоу-а, след като Джордж Фолмър влезе в бокса, преди Джаки Оливър да се прибере непосредствено след американеца с теч в горивния резервоар.
Петерсон заедно с Хълм и Фитипалди оформят челната група, пред Стюарт с комфортна преднина. Шотландецът също направи преднина пред следващия го Ройтеман, който изпревари Мерцарио в шестата обиколка. Паче е в компанията на Жарие, Жан-Пиер Белтоаз, Уилсън Фитипалди и Клей Регацони, преди да се оформи разлика пред Гънли, Хейлууд, Греъм Хил, Ролф Щомелен, Рики фон Опел, ван Ленеп и Фолмър. Състезанието за Хълм се усложни, след като в 12-а обиколка неговия DFV Косуърт остана със седем цилиндъра, давайки шанс на Фитипалди да изпревари новозеландеца. Зад тях Паче и Жарие изпреварват Мерцарио, докато спукана гума принуди Хейлууд да влезе в бокса. След като е изпреварен и от Стюарт, Хълм реши да влезе в бокса, за да бъде оправен повредения цилиндър. Механиците успешно поправиха главината на цилиндъра и Хълм се върна почти в края на колоната.
Това прати Лотус-ите на първа и втора позиция, с огромна преднина пред Стюарт. В 17-а обиколка Петерсон вдигна ръка, за да сигнализира на намиращия се зад него Фитипалди да го изпревари, в опит да помогне на бразилеца да остане в борбата за титлата. Междувременно Паче изпревари Ройтеман за четвърто място, докато състезанието за Хълм се усложни още повече, след като същата главина се разхлаби и е принуден да спре в бокса още два пъти. Гънли и Уилсън Фитипалди също влизат в бокса за поправка техните двигатели, докато проблем с колесния лагер принуди Щомелен да напусне в 21-вата обиколка, следван от Фолмър, две обиколки по-късно с повреда в диференциала. Скоро и третия Шадоу на Хил отпадна от надпреварата, след като прътния радиус се откачи от задното окачване.
Уилсън Фитипалди и фон Опел отпадат с един и същ проблем в горивната система, докато шансовете за точки отстрана на Жарие се изпаряват заради гръмнат двигател. Паче започва да намалява от преднината на Стюарт до четири секунди, преди двамата да изпреварят Фитипалди, чийто двигател му отказа, след като горивната тръба се откачи, принуждавайки бразилеца да остави Лотус-а извън пистата.
Това остави Петерсон да постигне втората си победа за сезона, докато Стюарт трудно може да повярва на късмета си, след като трасето е проблематично за Тирел, финиширайки зад шведа. Заплахата от Паче поотслабна, след като горивната система на неговия Съртис му създаде проблеми, но финиширайки пред четвъртия Ройтеман. Двата БРМ-а на Белтоаз и Регацони взимат последните точки, след едно, рядко срещано за отбора безпроблемно състезание. Мерцарио остана едва на седма позиция на обиколка изоставане пред Хълм, чийто трудно състезание е напът да приключи, след като задния аерофойл на неговия Макларън се откачи на последната обиколка. Останалите които финишират са ван Ленеп и Хейлууд, докато проблеми с двигателя на Гънли го остави 10 обиколки зад победителя.

## Класиране
| Поз | No | Пилот             | Конструктор      | Обиколки | Време/Отпадане  | Място | Точки |
| --- | -- | ----------------- | ---------------- | -------- | --------------- | ----- | ----- |
| 1   | 2  | Рони Петерсон     | Лотус-Форд       | 54       | 1:28:48.78      | 2     | 9     |
| 2   | 5  | Джеки Стюарт      | Тирел-Форд       | 54       | + 9.01          | 7     | 6     |
| 3   | 24 | Карлос Паче       | Съртис-Форд      | 54       | + 46.64         | 8     | 4     |
| 4   | 10 | Карлос Ройтеман   | Брабам-Форд      | 54       | + 47.91         | 5     | 3     |
| 5   | 20 | Жан-Пиер Белтоаз  | БРМ              | 54       | + 1:21.30       | 13    | 2     |
| 6   | 19 | Клей Регацони     | БРМ              | 54       | + 1:38.40       | 14    | 1     |
| 7   | 4  | Артуро Мерцарио   | Ферари           | 53       | +1 Об.          | 6     |       |
| 8   | 7  | Дени Хълм         | Макларън-Форд    | 53       | +1 Об.          | 3     |       |
| 9   | 26 | Гейс ван Ленеп    | Исо Малборо-Форд | 52       | +2 Об.          | 23    |       |
| 10  | 23 | Майк Хейлууд      | Съртис-Форд      | 49       | +5 Об.          | 15    |       |
| Отп | 1  | Емерсон Фитипалди | Лотус-Форд       | 48       | Горивна система | 1     |       |
| НКл | 25 | Хоудън Гънли      | Исо Малборо-Форд | 44       | Не е класиран   | 21    |       |
| Отп | 18 | Жан-Пиер Жарие    | Марч-Форд        | 37       | Двигател        | 12    |       |
| Отп | 28 | Рики фон Опел     | Инсайн-Форд      | 34       | Горивна система | 19    |       |
| Отп | 11 | Уилсън Фитипалди  | Брабам-Форд      | 31       | Горивна система | 16    |       |
| Отп | 12 | Греъм Хил         | Шадоу-Форд       | 28       | Окачване        | 22    |       |
| Отп | 16 | Джордж Фолмър     | Шадоу-Форд       | 23       | Диференциал     | 20    |       |
| Отп | 9  | Ролф Щомелен      | Брабам-Форд      | 21       | Колело          | 17    |       |
| Отп | 17 | Джаки Оливър      | Шадоу-Форд       | 9        | Горивна система | 18    |       |
| Отп | 6  | Франсоа Север     | Тирел-Форд       | 6        | Окачване        | 10    |       |
| Отп | 27 | Джеймс Хънт       | Марч-Форд        | 3        | Инжекцион       | 9     |       |
| Отп | 8  | Питър Ревсън      | Макларън-Форд    | 0        | Съединител      | 4     |       |
| Отп | 15 | Майк Бютлър       | Марч-Форд        | 0        | Сблъсък         | 11    |       |

## Класиране след състезанието
| Поз | Пилот             | Точки |
| --- | ----------------- | ----- |
| 1   | Джеки Стюарт      | 66    |
| 2   | Франсоа Север     | 45    |
| 3   | Емерсон Фитипалди | 42    |
| 4   | Рони Петерсон     | 34    |
| 5   | Питър Ревсън      | 23    |
| 6   | Дени Хълм         | 23    |
| 7   | Джаки Икс         | 12    |
| 8   | Карлос Ройтеман   | 11    |

| Поз | Конструктор   | Точки   |
| --- | ------------- | ------- |
| 1   | Тирел-Форд    | 77 (81) |
| 2   | Лотус-Форд    | 68 (72) |
| 3   | Макларън-Форд | 42      |
| 4   | Брабам-Форд   | 17      |
| 5   | Ферари        | 12      |
| 6   | БРМ           | 9       |
| 7   | Марч-Форд     | 8       |
| 8   | Съртис-Форд   | 7       |